# Robinzon Kruzo
Robinzon Kruzo (Робинзон Крузо) è un film del 1947 diretto da Aleksandr Nikolaevič Andrievskij.